# Greisys Roble
Greisys Lázara Roble (* 8. Januar 2000) ist eine kubanische Hürdenläuferin, die sich auf die 100-Meter-Distanz spezialisiert hat.

## Sportliche Laufbahn
Erste internationale Erfahrungen sammelte Greisys Roble im Jahr 2018, als sie bei den Zentralamerika- und Karibikspielen in Barranquilla mit 13,93 s in der ersten Runde über 100 m Hürden ausschied. Im Jahr darauf belegte sie bei den U23-NACAC-Meisterschaften in Santiago de Querétaro in 13,57 s den fünften Platz und 2021 siegte sie bei den erstmals ausgetragenen Panamerikanischen Juniorenspielen in Cali in 13,07 s. Im Jahr darauf siegte sie in 12,93 s bei den Ibero-Amerikanischen Meisterschaften in La Nucia und siegte anschließend in 13,11 s auch bei den U23-Karibikspielen in Guadeloupe. Zudem sicherte sie sich dort in 45,47 s die Silbermedaille in der 4-mal-100-Meter-Staffel hinter dem Team aus Trinidad und Tobago. Daraufhin schied sie bei den Weltmeisterschaften in Eugene mit 13,24 s in der ersten Runde aus und belegte dann bei den NACAC-Meisterschaften in Freeport in 13,63 s den siebten Platz über die Hürden und gelangte mit der Staffel mit 44,46 s auf Rang fünf. 2023 gewann sie bei den Zentralamerika- und Karibikspielen in San Salvador in 12,94 s die Silbermedaille hinter der Puerto-Ricanerin Jasmine Camacho-Quinn und im November sicherte sie sich bei den Panamerikanischen Spielen in Santiago de Chile in 13,09 s die Silbermedaille hinter der Costa Ricanerin Andrea Vargas.
In den Jahren 2017 und 2019 sowie 2022 und 2023 wurde Roble kubanische Meisterin im 100-Meter-Hürdenlauf sowie 2022 auch in der 4-mal-100-Meter-Staffel.

## Persönliche Bestzeiten
- 100 m Hürden: 12,93 s (+0,5 m/s), 22. Mai 2022 in La Nucia